# Mattias Lindström
Mattias Lindström (født 18. april 1980 i Helsingborg) er en svensk professionel fodboldspiller, som spiller på midtbanen for Ödåkra IF. Han spillede for AaB i årene 2004-2007, hvor det blev til 108 kampe og 12 mål.